# Stachys
Stachys var aposteln Andreas efterträdare som patriark av Konstantinopel 38-54. Han vördas som helgon och apostel, med den 31 oktober som åminnelsedag.
Eusebios refererar uppgifter hos Origenes, och berättar att medan Andreas var en predikant i Skytien och Mindre Asien, och begav sig som sådan ända upp till Volga, installerade han Stachys som överhuvud för kyrkan i Byzantium. Därmed bildades patriarkatet i Konstantinopel. Det är ovisst om detta är samme Stachys som Paulus omnämner i Romarbrevet 16:9. Stachys efterträddes som patriark av Onesimos.